# Fomboni
Fomboni là thành phố lớn thứ ba ở Comoros. Nó cũng là thủ phủ và thành phố lớn nhất trên đảo Mohéli, chiếm hơn một phần ba dân số toàn đảo. Được coi là một nơi yên tĩnh, thành phố có một khu chợ cổ và một cầu tàu.